# Ömer Kaner
Ömer Kaner (* 21. Mai 1951 in Istanbul) ist ein ehemaliger türkischer Fußballspieler und heutiger Trainer.

## Spielerkarriere

### Vereinskarriere
Kaner begann seine Karriere in der Saison 1973/74 bei Eskişehirspor. Bereits in seiner ersten Saison, in der 1. Liga, erzielte er zehn Tore in 27 Spielen und der darauffolgenden Saison 14 Tore, wodurch er Torschützenkönig der Saison 194/75 wurde. Zur Saison 1975/76 wechselte er zum amtierenden Meister Fenerbahçe Istanbul. In den zwei Jahren konnte Kaner seine Leistung nicht bestätigen, in 33 Erstligaspielen traf er sieben Mal das Tor. Er ging zu Zonguldakspor, kehrte zu Eskişehirspor zurück und spielte noch für Bakırköyspor und Fatih Karagümrük SK.
Die Leistung, die er in seinen ersten zwei Jahren zeigte, konnte er bei keinem dieser Mannschaften wiederfinden.

### Nationalmannschaft
Kaner spielte für die Türkei sein einziges Länderspiel gegen Pakistan am 18. Januar 1974.

## Trainerkarriere
Seine erste Station als Trainer war Zeytinburnuspor. 1991 wurde er bei Fenerbahçe Istanbul, an der Seite von Guus Hiddink, Co-Trainer. Später war er auch Co-Trainer von Todor Veselinović. Ab 1993 führte er seine Trainerkarriere wieder als Chef-Trainer fort. Am Ende der Saison 1993/94 verhalf er Denizlispor zum Aufstieg in die Süper Lig. Seine späteren Engagements verliefen ohne Erfolg.
Seit 2006 trainierte Kaner die Türkische Futsalnationalmannschaft.

## Erfolge
- Torschützenkönig der Saison 1974/75